# 646 a.C.

## Eventos
- Os assírios destroem Elam e se tornam a potência dominante no Oriente Próximo, dominando desde o Irã até a Capadócia, do Monte Ararate e o Mar Cáspio até o Egito e o Golfo Pérsico.[1]

## Mortes
- Argeu I da Macedónia, sucedido por seu filho Filipe I da Macedónia.[2]